# 莱索
莱索（西班牙語：Lezo）是西班牙巴斯克自治区吉普斯夸省的一个市镇。总面积9平方公里，总人口5834人（2001年），人口密度648人/平方公里。